# Adolfo María Holmberg
Adolfo María Holmberg Mouján, también conocido como Dago Holmberg (Buenos Aires, 3 de febrero de 1889 - Buenos Aires, 7 de enero de 1980) fue un médico, naturalista, oceanógrafo y militar argentino. Fue el tercer director del Jardín Zoológico de Buenos Aires, cargo que ejerció por casi dos décadas en su primera gestión, y sobrino nieto del primer director, el médico, naturalista y escritor Eduardo Ladislao Holmberg. Tuvo también una segunda gestión como director del zoológico entre 1955 y 1957.

## Estudios
Ingresó a la carrera de Medicina de la UBA a los 15 años y en cuarto año ganó una beca para estudiar en la Universidad de Friburgo, en Alemania, donde se graduó en Ciencias Naturales. Luego consiguió trabajo en un instituto de oceanografía en el puerto de Brest, extremo occidental de Francia. Allí, según su hijo Eugenio, se hizo amigo de un compañero monegasco que lo invitó a trabajar junto a él en un instituto de su familia en Mónaco y resultó ser un príncipe de Mónaco, por lo que lo terminaron nombrando cónsul honorario del principado en Argentina.
Tras su regreso a la Argentina, retomó y completó sus estudios de medicina en la Universidad de Buenos Aires.
Era también militar y alcanzó el rango de coronel.

## Vida personal
Era hijo de Carlos María Emiliano Holmberg Correa Morales y Dolores Moujan de la Barra. Se casó el 27 de octubre de 1919 en Buenos Aires con Ernestina Lanusse Justo (1893-1991), tía segunda del dictador Alejandro Agustín Lanusse, presidente de facto entre 1971 y 1973 durante la llamada «Revolución Argentina». Tuvieron siete hijos:
- Elena Angélica Dolores Holmberg Lanusse (desaparecida)[2]
- Estela Alejandrina Holmberg Lanusse
- Ernestina Holmberg Lanusse
- Ezequiel Alberto Holmberg Lanusse
- Enrique Antonio Holmberg Lanusse
- Adolfo Ernesto Holmberg Lanusse
- Eugenio Holmberg Lanusse[4]

Adolfo María Holmberg publicó varios libros y llegó a compartir vuelos con Antoine de Saint-Exupéry. En 1925 actuó como intérprete de Albert Einstein en su visita a la Argentina.

## Gestiones como director del Jardín Zoológico de Buenos Aires

#### Primera gestión

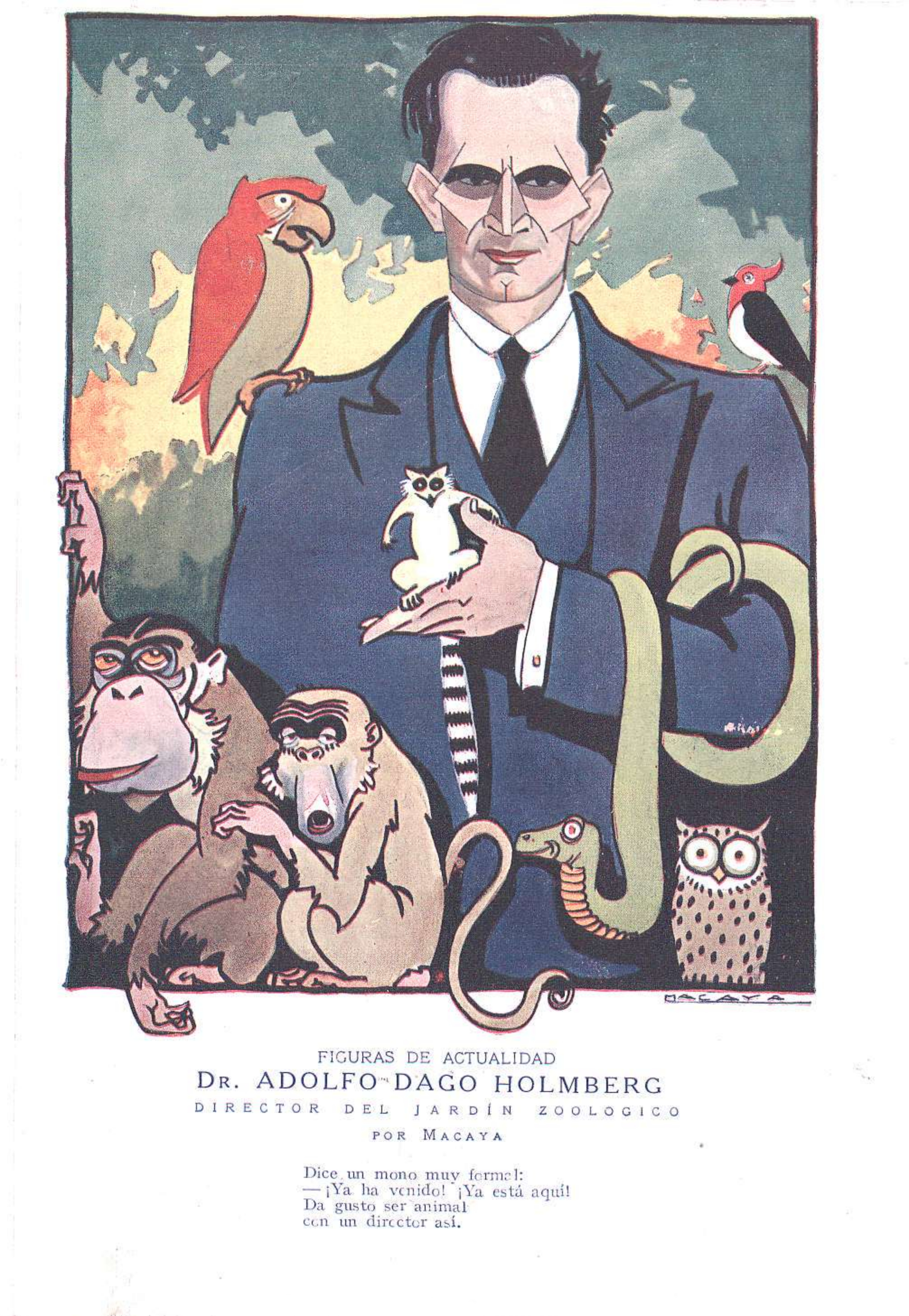
Caricatura de Adolfo María Holmberg en la revista Caras y Caretas del 22 de noviembre de 1924.

Asumió como director el 24 de octubre de 1924, cuatro días luego de la muerte de su predecesor Clemente Onelli. Menos de dos meses más tarde, el 22 de diciembre del mismo año, el zoológico cerró sus puertas por primera vez desde su fundación en 1888. Fue debido a obras que se extendieron por más de dos meses. El zoológico reabrió sus puertas el 1 de marzo de 1925.
Como director, en 1933 se mudó junto a su familia a una vivienda dentro del predio del zoólogico, entre la administración y la pajarera grande. La dirección era Acevedo (actual República de la India) 2914 y vivieron allí durante una década.
Fue removido del cargo tras la Revolución de 1943.

#### Segunda gestión
Tras el golpe de Estado que derrocó a Perón en 1955 (Revolución Libertadora), Adolfo María Holmberg es reinstaurado como director del zoológico y se mantiene en el cargo hasta 1957, cuando es reemplazado por  el Dr. Enrique Saporiti (biólogo).